# Tenuipalpus latiseta
Tenuipalpus latiseta är en spindeldjursart som beskrevs av Aranda, in och Flechtmann 1976. Tenuipalpus latiseta ingår i släktet Tenuipalpus och familjen Tenuipalpidae. Inga underarter finns listade i Catalogue of Life.